# Pedro Antonio Baeza
Pedro Antonio Baeza y Besoaín, sexto alcalde del municipio de Rancagua (Santiago, 1760-Rancagua, 1838). Hijo de Pedro José de Baeza Murillo de la Hermosa y Catalina Besoaín e Hidalgo. Educado en el Seminario de Santiago. Contrajo matrimonio en primeras nupcias con Mercedes de la Cuadra y Armijo, hija del primer alcalde de Rancagua, Bernardo de la Cuadra y Echavarría, con quien fue padre de tres hijos. Enviudó en 1800, y contrajo segundas nupcias con su cuñada, Teresa de la Cuadra Armijo, con quien tuvo ocho hijos.
Alcalde de Rancagua entre 1802 y 1804. Ocupó la alcaldía tras unas serie de altercados personales entre el exalcalde Gaspar de Arredondo y el alcalde en ejercicio Francisco Baeza.
| Predecesor: Francisco Baeza | 6º Alcalde de Rancagua 1802-1804 | Sucesor: José Matías Grez |